# WeatherTech Raceway Laguna Seca
A WeatherTech Raceway Laguna Seca (korábban Mazda Raceway Laguna Seca) egy motorsportban és autósportban  használt versenypálya az Amerikai Egyesült Államokban, Kalifornia államban.
1957-ben készült el, hossza 3602 méter. gyorsaságimotoros-világbajnokság tagja MotoGP amerikai nagydíj néven egészen 2013-ig.

## Pálya
A 3610 méteres pálya rendkívül rövidnek számít, kanyarból is csupán 11 található rajta (7 jobb- és 4 balkanyar). A pálya kétségkívül leghíresebb pontja a Dugóhúzó (The Corkscrew) kanyar, amely meredek lejtésével és beláthatatlanságával komoly bátorságot igényel a versenyzők részéről. A nézők és a pilóták is nagyon kedvelik. Sokak szerint gyorsaságimotoros-világbajnokság egyik legnagyobb párharca itt volt Casey Stoner és Valentino Rossi között a 2008-as MotoGP amerikai nagydíjon. A gyorsaságimotoros-világbajnokság kategóriái közül a hagyományoknak megfelelően csak a királykategória jön el ide.